# Shankarsinh Vaghela
Shankarsinh Vaghela, född 21 juli 1940, är en indisk politiker och textilminister i Manmohan Singhs indiska regering.